# Fiamma Smith
Fiamma G. Smith Mini (* 23. April 1962) ist eine ehemalige guatemaltekische Skirennläuferin.

## Karriere
Smith trat lediglich bei den Olympischen Winterspielen 1988 in Calgary als Rennläufer in Erscheinung. Dort belegte er als beste Platzierung den 27. Rang im Slalom. Damit ist sie die erfolgreichste guatemaltekische Skirennläuferin bei internationalen Großereignissen.
Im darauffolgenden Jahr belegte sie bei den Weltmeisterschaften in Vail den 32. Platz im Slalom.

## Erfolge

### Olympische Winterspiele
- Calgary 1988: 27. Slalom, 29. Riesenslalom, DNF Super-G

### Weltmeisterschaften
- Vail 1989: 32. Slalom, 53. Super-G, DNF Riesenslalom